# Los Altares (montaña)
Para la comuna argentina, véase Los Altares.
Los Altares o Alto de Cubil de Can es una montaña de la cordillera Cantábrica, en el macizo de Fuentes Carrionas, de 2412 m s. n. m. de altitud. Está situada en la divisoria interprovincial León-Cantabria, entre los términos municipales de Boca de Huergano y Vega de Liébana (Cantabria). Es parte de la ruta de montañismo que se dirige a Peña Prieta; se suele acceder a ella por el collado de Llesba (1679 m s. n. m.), cercano al puerto de San Glorio.